# Остин-Путиловец
«Остин-Путиловец» (также «„Остин“ Путиловского завода» и «Русский „Остин“») — бронеавтомобили Российской империи на базе заднеприводных грузовых шасси британской фирмы «Austin». Название отображает отличие данных броневиков от бронеавтомобилей «Остин», строившихся в Великобритании для Русской армии в 1914—1917 годах и использовавшихся ею в ходе Первой мировой войны.
«Остин-Путиловец» спроектирован на Путиловском заводе в конце 1916 года, однако производство началось только после Октябрьской революции, когда Российская империя уже перестала существовать. Всего в 1918—1920 годах построено 33 бронеавтомобиля этого типа, использовавшихся РККА в Гражданской войне и войне с Польшей. Также некоторое их количество (трофейные бронеавтомобили) использовались Белой Армией и Польской армией, уже против Красной Армии.

## История создания
Производство этого бронеавтомобиля было поручено Путиловскому заводу в 1916 году. Проект бронировки разрабатывался на Путиловском заводе, основное внешнее отличие от британских «Остинов» заключалось в диагональном расположении пулемётных башен. Такое расположение позволило вести как фронтальный, так и боковой огонь из обоих пулемётов (в отличие от британских моделей, у которых на каждый борт огонь мог вести только один пулемёт).
Планировалось выпустить первые бронеавтомобили к июлю 1917 года, однако из-за Февральской революции и связанных с ней событий производство было приостановлено. Первые БА были выпущены только в марте 1918 года. Позже производство было переведено на Ижорский завод. Всего в 1918—1920 годах было произведено 33 таких бронеавтомобиля.
Также было собрано 12 бронеавтомобилей на полугусеничных шасси с подвеской Кегресса (так называемые «Остин-Кегресс» или, реже, «Остин-Путиловец-Кегресс»).
В 1920 году производство было прекращено из-за недостатка материалов и комплектующих. В составе РККА бронеавтомобили «Остин-Путиловец» находились на вооружении до 1933 года.

## Серийное производство
Первые 20 шасси грузовиков «Austin» прибыли только в феврале 1917 года, но Путиловский завод, постоянно терзаемый забастовками и откровенным саботажем, вплоть до августа не смог приступить к установке на них брони и вооружения. Больше того, представитель Запасного бронедивизиона в Архангельске, куда прибывало снаряжение морским путём, выяснил следующую деталь — к январю 1917 года англичане погрузили на корабль всего 5 шасси, а остальные (считавшиеся уже доставленными) до сих пор находятся на заводе Austin. Лишь весной они прибыли в Россию, но Февральская революция развал Российской империи привели к практически полной остановке работ над ними.
Вспомнили о «русских Остинах» только в декабре 1917 года. Советской власти пришлось вновь вернуться к формированию воинских частей по царскому образцу с «привлечением» в них офицеров бывшей российской армии. Немалая роль при этом уделялась бронесилам, тем более что основная масса бронемашин осталась в руках большевиков. Имевшиеся машины предстояло где-то ремонтировать, да и пополнить поредевший состав бронедивизионов можно было, опираясь только на собственные силы. Но тут выяснилось, что Путиловский завод не в состоянии справиться даже с мизерным заказом на изготовление бронеавтомобилей ввиду отсутствия необходимого оборудования и квалифицированных рабочих. К марту 1918 года путиловцы смогли закончить лишь две машины и ещё три находилось в почти готовом состоянии.
Эту работу поручили тогда Ижорскому заводу, где с лета 1918 по весну 1920 гг. провели установку бронекорпусов на несколько десятков шасси как Austin, так и других фирм — всего было построено 33 машины. Название «Остин-Путиловец» (или «Путиловский Остин» — встречаются различные вариации одинаковые по значению) закрепилось за этими машинами уже в современной литературе, а в то время по документам они проходили как «русский Остин».

## Описание конструкции

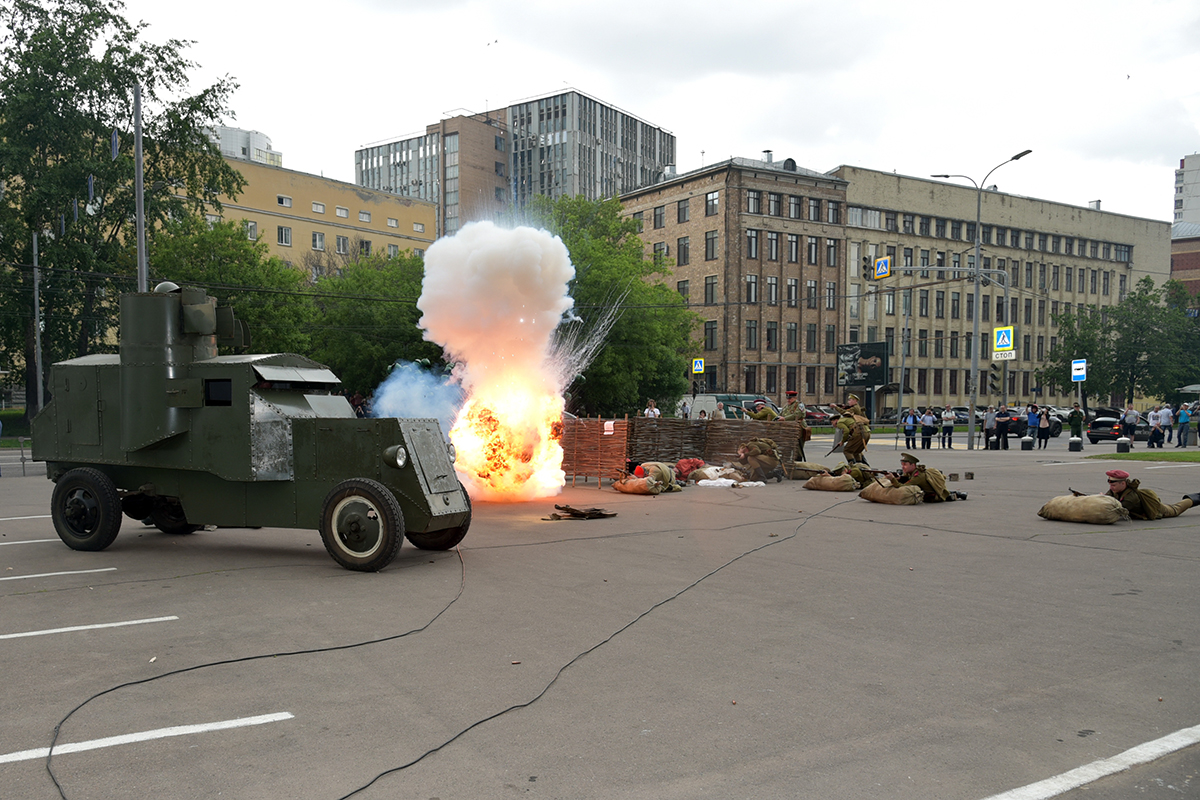
Остин-Путиловец в ходе военно-исторической реконструкции возле Центрального музея ВС РФ по случаю 100-летия Великой Октябрьской социалистической революции.

### Броневой корпус и башня
По сравнению с прежним «Остином», броня «Остин-Путиловца» была намного улучшена. Лобовая броня корпуса была доведена до 7,5 мм, бортовая броня корпуса — 7,5 мм, корма корпуса — 7,5 мм. Броня днища стала 4 мм, крыша — 4 мм. Лоб, борта и корма башни имели бронирование толщиной 7,5 мм, крыша башни — 4 мм. По сравнению с прежним «Остином» (его бронирование в корпусе, днище и башне колебалось от 3,5 до 4 мм). Улучшенная броня смогла обеспечить бронеавтомобилю относительную защищённость.

### Вооружение
Вооружение «Остин-Путиловца» составляли два пулемёта «Максим», располагавшиеся в пулемётных башнях бронеавтомобиля. Следовательно, «Остин-Путиловец» также принадлежал к классу лёгких пулемётных бронеавтомобилей.

### Двигатель и трансмиссия
На «Остин-Путиловцах» оставался двигатель «Austin» (карбюраторный, рядный, 4-цилиндровый, жидкостного охлаждения). Оставалась неизменной и трансмиссия: механическая с 5-скоростной КПП (4 передачи вперёд и 1 назад). Следовательно, «Остин-Путиловец» не потерял своей хорошей скорости и манёвренности.

### Ходовая часть
Ходовая часть «Остин-Путиловца» мало изменилась по сравнению с «Остином». Колёсная формула осталась прежней (4 × 2), скорость по шоссе и пересечённой местности почти не изменились (55—60 и 25—30 км/ч). Наибольшая ширина преодолеваемого им рва осталась прежней (1,3 м). Не изменилась и глубина преодолеваемого им брода (0,6 м). Тип подвески тоже остался прежним. В общем, в ходовой части «Остин-Путиловца» было мало различий с «Остином».

## Операторы
- РСФСР
- Белое движение — 2 или 3 машины
- Польша — 1 машина
- Эстония — 2 машины

## Служба и боевое применение

### В Российской Империи и приВременном правительстве
Вопреки распространённому мнению, «Остин-Путиловцы» не принимали участие в Первой мировой войне, так как ни одна машина просто не была готова.

### В РСФСР
С весны 1918 года эти бронемашины привлекались для борьбы с контрреволюцией на территории контролируемой большевиками (центральная часть России), а по мере комплектования новых автобронеотрядов они начали «расползаться» по всей стране. Наиболее массово их применяли на юге, под Петроградом и во время советско-польской войны 1919—1920 гг. На вооружении РККА бронемашины «Остин» оставались до 1931 года. По состоянию на 1 марта общее количество машин данного типа оценивалось в 73 единицы, из которых по меньшей мере 40 были «Остинами» британской постройки. В частности, 12 машинами располагал 1-й автобронедивизион Кавказской Краснознамённой армии, по 3 машины числилось за мотоотрядами 11-й и 45-й стрелковых дивизий Ленинградского ВО и Военно-Технической Академии, по одному «Остину» находилось в Орловской танковой школе и Броневом эскадроне СКВО, 4 — в составе Бронекомандных курсов ЛВО и 49 — на складе № 37. Начиная с 1929 года устаревшие «Остины» стали заменять на БА-27 и к 1933 году практически все машины были разбронированы либо утилизированы.

### В Белой армии
На юге и под Петроградом белые армии могли захватить два или три «Остин-Путиловца». Сведений о наличии большего количества бронемашин этого типа отсутствуют. Эти 2-3 трофейные машины не составляли серьёзную угрозу РККА.

### В Польской республике
Они применялись во время советско-польской войны 1919—1920 гг. Именно здесь полякам удалось захватить около десятка «Остинов» всех типов, в числе которых был по меньшей мере один Путиловский бронеавтомобиль, носивший название «Стенька Разин» и принадлежавший 1-му АБО 55-го стрелкового полка. Его в практически целом состоянии захватили солдаты 14-й Великопольской пехотной дивизии, отбив «Остин» в бою под Бобруйском, происшедшем 22 мая 1920 год. Машина была сразу переименована в «Poznańczyk» и включена в состав недавно созданного Великопольского Бронеавтомобильного Взвода под командование поручика Феликса Пето. В июле бронеавтомобиль воевал против РККА, после чего «Остин» отправили под Варшаву, а в августе его включили в состав 2-го бронеавтомобильного взвода. В 1929 году, одновременно с РККА прекращается боевое применение «Остинов» всех модификаций и начинается их утилизация.

### В армиях других стран
Состояли «Остин-Путиловцы» и на вооружении армии Эстонии. Во время Гражданской войны четыре «остина» всех типов было захвачено эстонцами, которые затем активно использовали их в войне за независимость. Эти бронеавтомобили прожили дольше всех — лишь в июне 1940 года их реквизировала РККА, но поскольку техническое состояние данных машин оставляло желать много лучшего, было принято решение об утилизации.

## Сохранившиеся экземпляры

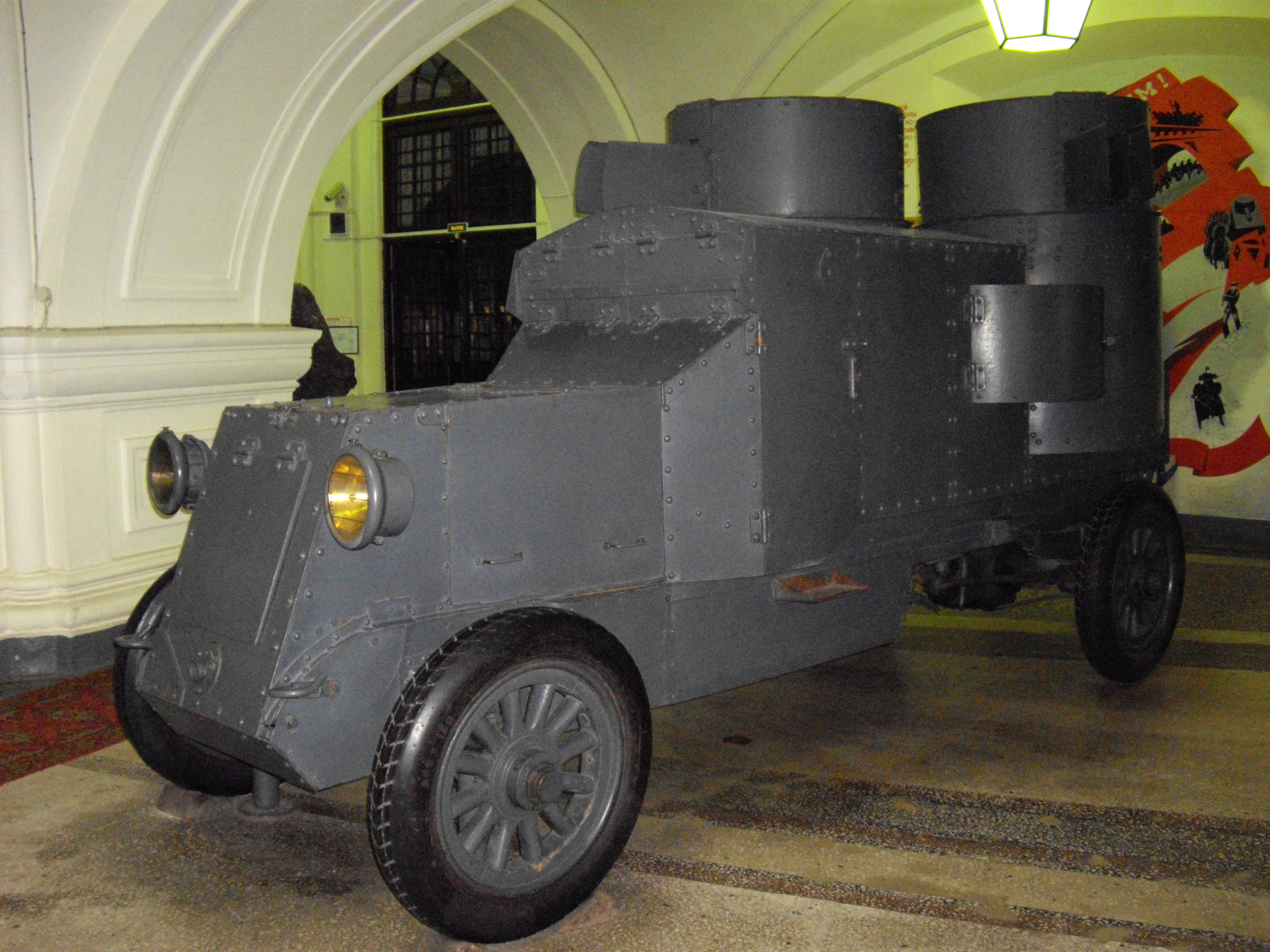
В Артиллерийском музее. 2010

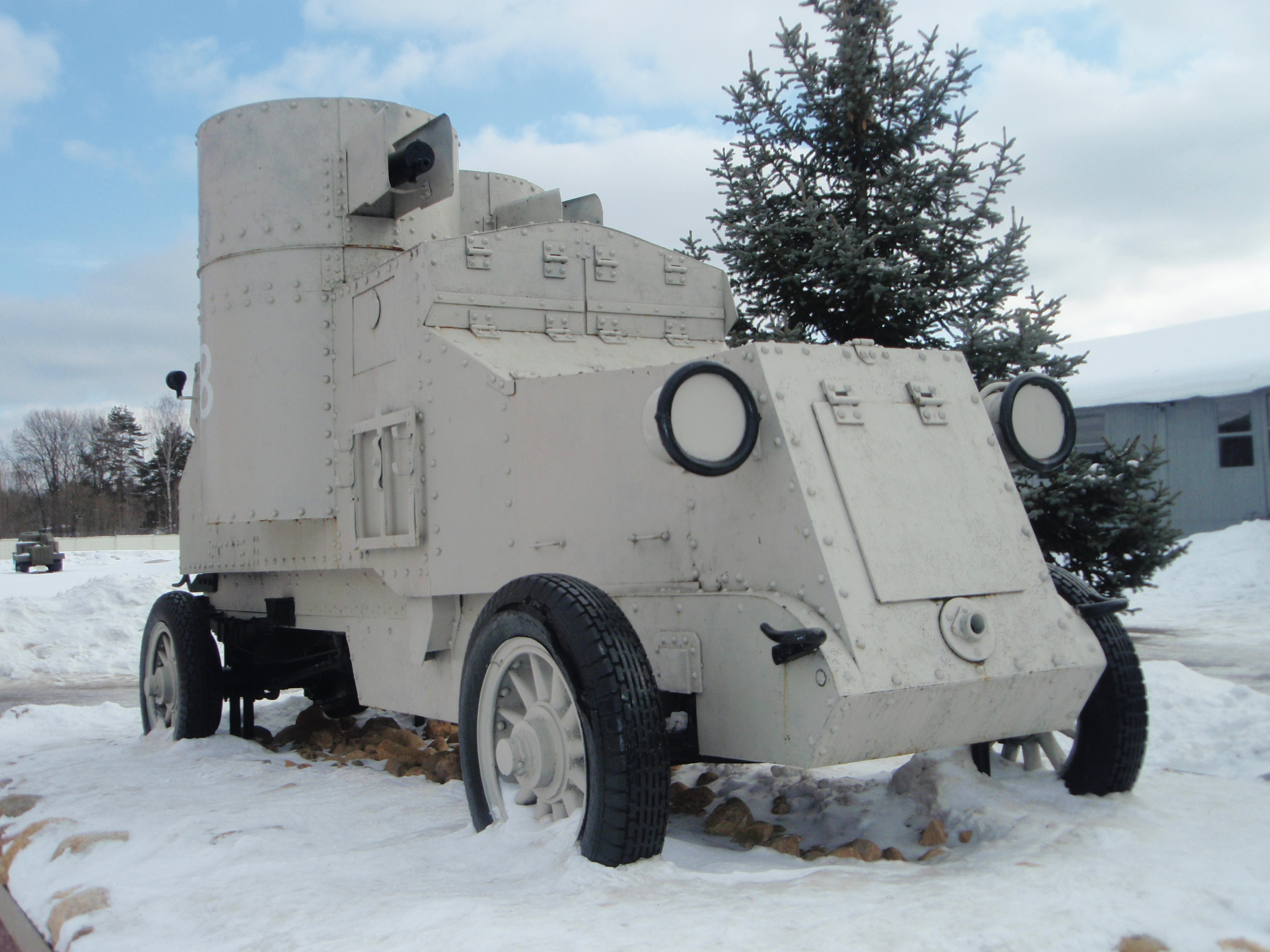
Реплика «Остин-Путиловца» в Кубинке

Единственный сохранившийся бронеавтомобиль «Остин-Путиловец», с именем собственным «Враг капитала», часто упоминается как «тот самый ленинский броневик», с которого после возвращения из эмиграции выступал В.И. Ленин. Существует версия, что он построен в августе 1919 года. В 1940 году он был установлен на постаменте перед Мраморным дворцом, в котором в то время размещался  Ленинградский филиал Центрального музея В. И. Ленина. В 1992 году Мраморный дворец стал филиалом Русского музея, и броневик был перемещён в Артиллерийский музей.
Броневик «Остин-Путиловец» также имеется в экспозиции бронетанкового музея в Кубинке, однако это не оригинальная машина, а всего лишь полноразмерная реплика, выполненная специалистами музея.

## Машина в массовой культуре
«Остин» представлен в компьютерных играх «Первая Мировая» и «Агрессия».